# 平倉駅
平倉駅（ひらくらえき）は、岩手県遠野市上郷町平倉にある、東日本旅客鉄道（JR東日本）釜石線の駅である。

## 歴史
当駅を含む区間は1914年（大正3年）4月18日に岩手軽便鉄道が遠野 - 仙人峠間で開通させた。当初は当駅は開設されなかったが、翌1915年（大正4年）11月23日に開業した。そのころは762ミリメートル特殊狭軌の軽便鉄道であった。また、岩手軽便鉄道の中間区間での工事が難航して東側で部分開業をしたため、東線として孤立した区間で運行していたが、花巻 - 仙人峠の全線が完成したのは当駅の開業と同じ1915年（大正4年）11月23日のことであった。
1936年（昭和11年）8月1日に国有化され、国鉄の駅となった。その後は国鉄標準の1,067ミリメートル軌間への改軌工事が進められた。しかし、第二次世界大戦の戦局悪化に伴い労働力や資材が不足し改軌工事は一旦中止となった。1948年（昭和23年）9月にアイオン台風によって山田線が大きな被害を受けると、三陸海岸方面への鉄道連絡を早期に回復させるために釜石線の工事が再開されることになり、12月に再着工した。1950年（昭和25年）10月10日に仙人峠を越える区間が完成して釜石線が全通するとともに、遠野 - 足ヶ瀬間の改軌工事が完成し、全区間を1,067ミリメートル軌間の列車が運転されるようになった。
なお、かつては当駅 - 盛駅間で鉄道（後の岩手開発鉄道）の建設計画が存在し、1939年（昭和14年）に免許が取得されたが、1976年（昭和51年）に失効している。

### 年表
- 1915年（大正4年）11月23日：開業[4]。
- 1936年（昭和11年）8月1日：岩手軽便鉄道の国有化により国鉄釜石線の駅となる[2]。
- 1944年（昭和19年）10月11日：国鉄釜石東線の開業に伴い、所属の路線名が釜石西線に変更となる[3]。
- 1950年（昭和25年）10月10日：国鉄釜石線の全通により、再び釜石線の駅となる。1,067ミリメートル軌間への改軌工事が完成する[3]。
- 1987年（昭和62年）4月1日：国鉄分割民営化により、東日本旅客鉄道の駅となる[3]。
- 2018年（平成30年）6月1日：遠野駅の業務委託化に伴い、北上駅長管理下となる。
- 2024年（令和6年）10月1日：えきねっとQチケのサービスを開始[1][5]。

## 駅構造
単式ホーム1面1線を有する地上駅で、北上駅管理の無人駅である。

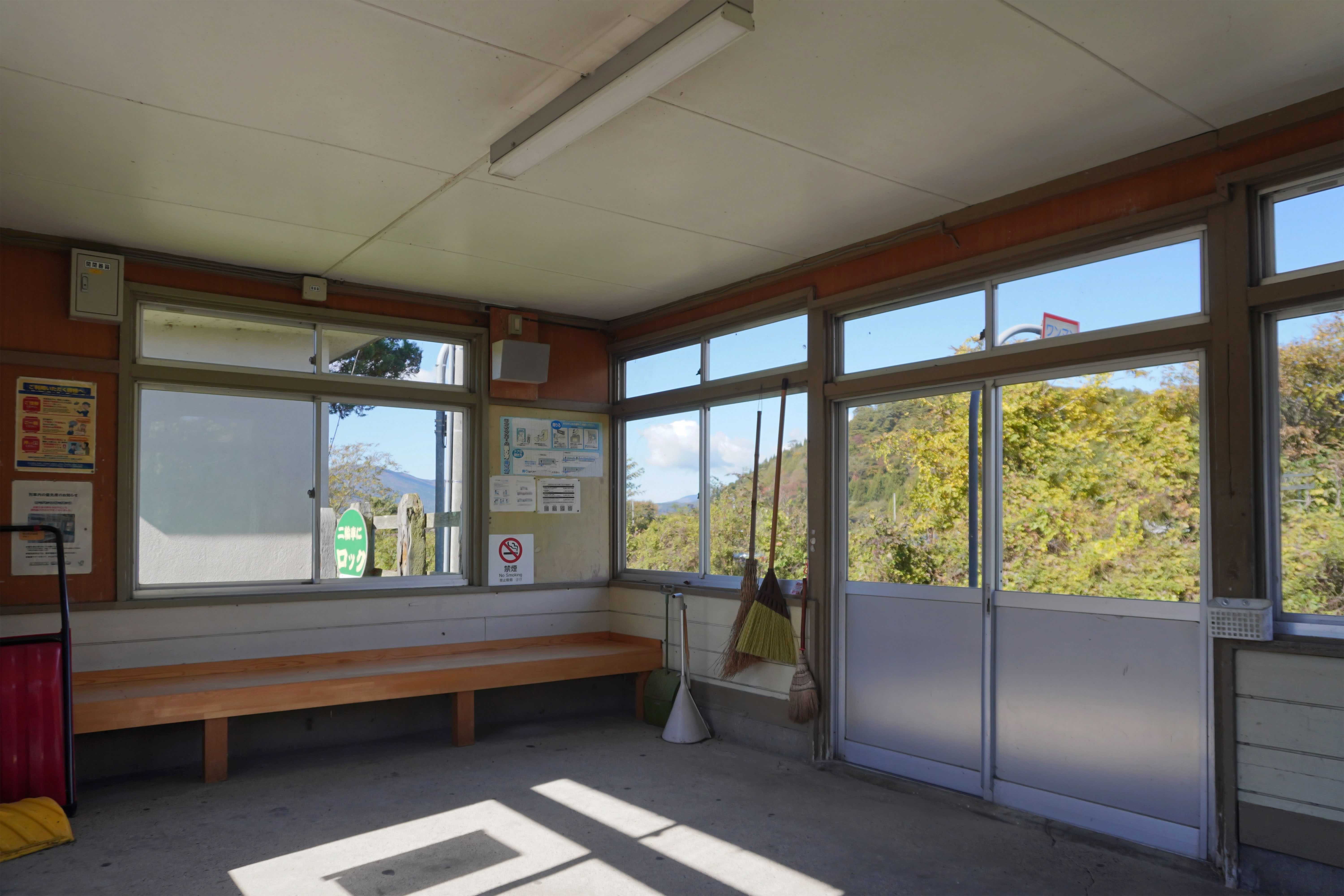
待合室（2023年10月）
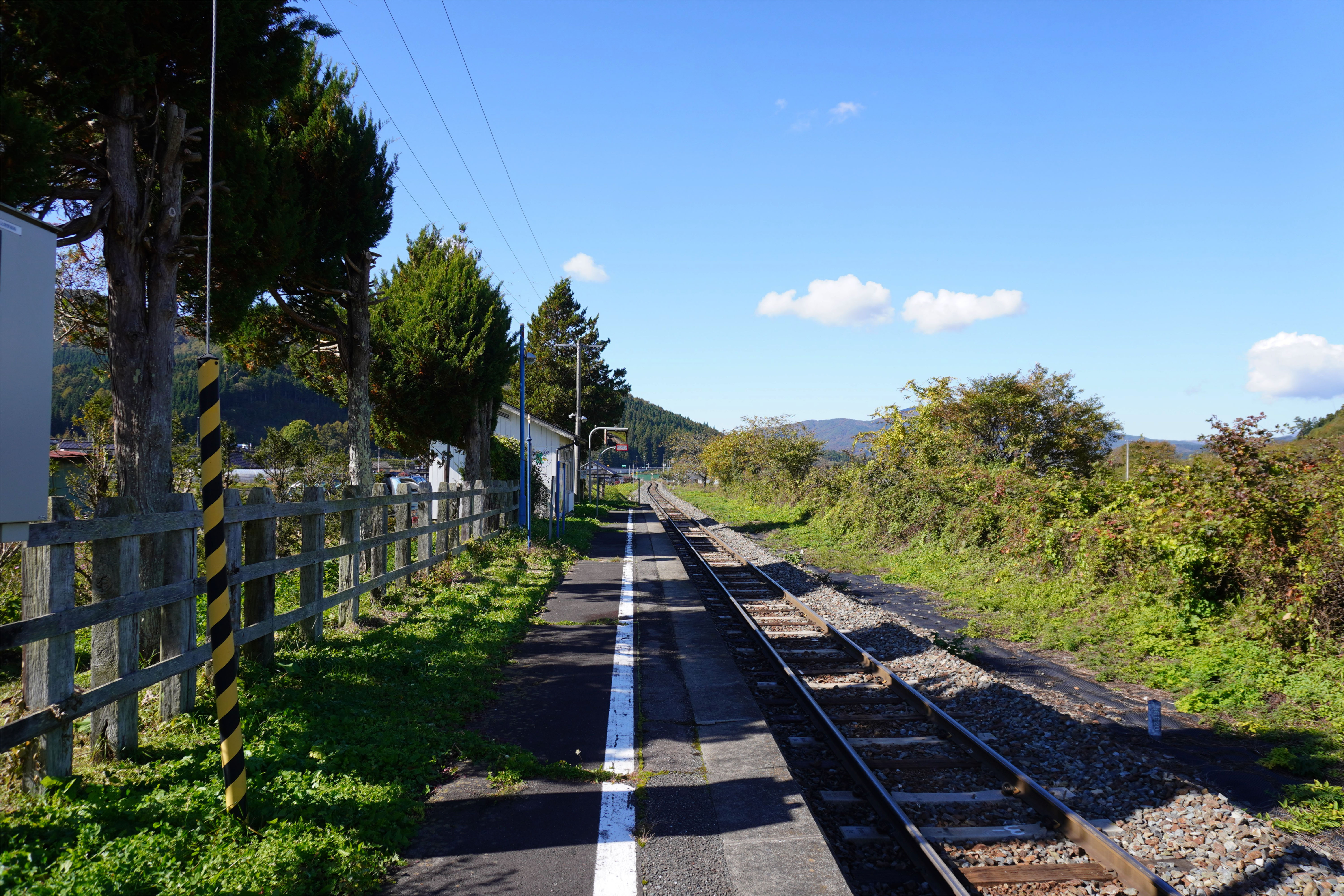
ホーム（2023年10月）

## 駅周辺
- 国道340号
- 釜石自動車道 遠野住田インターチェンジ
- 早瀬川

## その他
エスペラントによる、「Monta Dio（モンタ・ディーオ：山の神）」という愛称がついている。

## 隣の駅
東日本旅客鉄道（JR東日本）
■釜石線
□快速「はまゆり」
通過
■普通
岩手上郷駅 - 平倉駅 - 足ケ瀬駅